# راولز ۱۶۵۶۱
سیارک ۱۶۵۶۱ (به انگلیسی: 16561 Rawls، نامگذاری:1991VP7) شانزده هزار و پانصد و شصت و یکمین سیارک کشف شده‌است که در ۳ نوامبر ۱۹۹۱ کشف شد.
قدر مطلق سیارک برابر ۲۴.۵ است.